# 世界でいちばん頑張ってる君に
「世界でいちばん頑張ってる君に」（せかいでいちばんがんばってるきみに）は、HARCOの楽曲である。2005年11月16日に6枚目のシングルとして発売された。
本項では、2005年11月21日に配信限定で発売されたEP『世界でいちばん頑張ってる君に Premium - EP』についても解説する。

## 背景とリリース
「世界でいちばん頑張ってる君に」は、スズキ「アルト」CMソング。元々はCMオリジナルの楽曲であったが、放送以来話題沸騰し、CM着うたサイトでのダウンロード・チャートで1位を獲得。その後、音源化を希望する声に応えるかたちで、11月16日にDVD付きのマキシシングルとして急遽発売されることとなった。シングルは、8週にわたってチャートインし、2005年11月28日付のオリコン週間シングルランキングで最高位60位を獲得した。
2005年11月21日にマリンバでのカバー音源（『MARICOVER』にも収録）、ライブ音源を含むEP『世界でいちばん頑張ってる君に Premium - EP』を配信限定で発売。ジャケット写真はHARCOが撮影したもので、フラワーアレンジメントも自身で手がけた。
2007年3月14日に再発売され、2009年3月2日付のオリコン週間シングルランキングで最高位182位を獲得。
2005年盤、2007年盤ともに生産が終了している。

## 収録内容

### シングル
| #         | タイトル                                                   | 作詞  | 作曲・編曲 | 時間 |
| --------- | ---------------------------------------------------------- | ----- | ---------- | ---- |
| 1.        | 「世界でいちばん頑張ってる君に」(スズキ「アルト」CMソング) |       |            | 4:24 |
| 2.        | 「ソングバード」(エーザイ「チョコラBBローヤル」CMソング)   |       |            | 4:24 |
| 3.        | 「Dental Dance」(江崎グリコ「グリコPOsCAM」CMソング)       |       |            | 3:12 |
| 4.        | 「世界でいちばん頑張ってる君に (Without Vocal)」           |       |            | 4:22 |
| 合計時間: | 合計時間:                                                  | 16:22 |            |      |

### 世界でいちばん頑張ってる君に Premium - EP
| #         | タイトル                                                  | 作詞  | 作曲・編曲 | 時間 |
| --------- | --------------------------------------------------------- | ----- | ---------- | ---- |
| 1.        | 「世界でいちばん頑張ってる君に」                          |       |            | 4:24 |
| 2.        | 「世界でいちばん頑張ってる君に (Marimba Version)」        |       |            | 4:50 |
| 3.        | 「世界でいちばん頑張ってる君に (Live at SHIBUYA O-EAST)」 |       |            | 4:52 |
| 4.        | 「世界でいちばん頑張ってる君に (Without Vocal)」          |       |            | 4:22 |
| 合計時間: | 合計時間:                                                 | 18:28 |            |      |

## カバー・バージョン
- キグルミ - 2008年に発売のアルバム『キグルミのこどものうた』に収録[7]。
- 天海春香(中村繪里子) - 2010年に発売のアルバム『THE IDOLM@STER MASTER ARTIST 2 -FIRST SEASON- 01 天海春香』に収録。